# Municipio de Antioch (condado de Hoke)
El municipio de Antioch (en inglés: Antioch Township) es un municipio ubicado en el  condado de Hoke en el estado estadounidense de Carolina del Norte. En el año 2010 tenía una población de 4.185 habitantes.

## Geografía
El municipio de Antioch se encuentra ubicado en las coordenadas 34°53′57.59″N 79°12′31.12″O / 34.8993306, -79.2086444.